# 帕滕 (喬治亞州)
帕滕（英語：Patten）是位於美國喬治亞州托馬斯縣的一個非建制地區。該地的面積和人口皆未知。

## 地理
帕滕的座標為30°55′02″N 83°48′53″W / 30.91722°N 83.81472°W，而該地的平均海拔高度為82米（即269英尺）。